# 周琪 (生物学家)
周琪（1970年4月—），黑龙江哈尔滨人，中国干细胞和发育生物学家，中国科学院院士，现任中国科学院党组成员、副院长，兼中国科学院大学党委书记、校长。

## 生平
1991年毕业于东北农业大学生物工程系，1996年取得东北农大理学博士学位。曾担任中国科学院动物研究所研究员、干细胞与生殖生物学国家重点实验室主任。2015年当选中国科学院院士，成为东北农业大学校友中的第一位中科院院士。2017年10月，当选为中国共产党第十九届中央委员会候补委员。
2020年11月，任中国科学院副院长。2023年5月，兼任中国科学院大学党委书记、校长。